# Defensoria Pública do Estado de São Paulo
A Defensoria Pública do Estado de São Paulo é uma instituição pública cuja função prevista na Constituição Federal, como expressão e instrumento do regime democrático, é oferecer aos cidadãos e cidadãs vulneráveis, de forma integral e gratuita, a orientação jurídica, a promoção dos direitos humanos e a defesa, em todos os graus, judicial e extrajudicial, dos direitos individuais e coletivos.
A Defensoria Pública paulista é um órgão público que possui autonomia administrativa e funcional, sem qualquer vínculo hierárquico com o Poder Executivo do Estado de São Paulo. Foi instituída pela Lei Complementar Estadual nº 988, de 9 de janeiro de 2006.
Atualmente a instituição conta com 827 defensores públicos, que trabalham em 66 unidades espalhadas por 44 municípios paulistas. Processos de parte das cidades que integram as mesmas comarcas também são atendidos, nas áreas de execução penal e de medidas socioeducativas.

## Defensoria Pública na Constituição e na lei
A Constituição Federal de 1988 criou um modelo nacional de assistência jurídica integral e gratuita ao estabelecer a Defensoria Pública como instituição essencial à função jurisdicional do Estado, ao lado do Ministério Público, da Advocacia Pública e da Advocacia.
Em 2004, a Emenda Constitucional nº 45, conhecida por ter promovido uma ampla reforma no sistema do Judiciário brasileiro, garantiu às Defensorias Públicas Estaduais autonomia funcional e administrativa, assim como iniciativa para sua proposta orçamentária dentro dos limites estabelecidos na lei de diretrizes orçamentárias, assegurando tratamento equiparado ao da magistratura e do Ministério Público.
Já a Emenda Constitucional nº 80, promulgada em 4 de junho de 2014, aplica o artigo 93 da Constituição também às Defensorias, estendendo à instituição a iniciativa de lei para criação de cargos e fixação de remuneração, além da equiparação constitucional em relação à política remuneratória das carreiras da magistratura e do Ministério Público. O texto deixa claro que confere à Defensoria Pública a defesa dos direitos individuais e coletivos, em todos os graus, judicial e extrajudicial, de forma integral e gratuita.
A EC nº 80/2014 também estabeleceu prazo de oito anos para que a União, os Estados e o Distrito Federal garantam que todas as unidades jurisdicionais do país contem com defensores  públicos, atendendo prioritariamente às regiões com maiores índices de exclusão social e adensamento populacional.
A Lei Complementar nº 80, de 1994, organiza a Defensoria Pública da União, do Distrito Federal e dos Territórios e estabelece normas gerais para a organização do órgão nos Estados. No Estado de São Paulo, a Defensoria Pública foi criada pela Lei Complementar Estadual nº 988, de 2006.
Em 2007, após a aprovação da Lei Federal nº 11.448, a Defensoria Pública foi incluída entre as instituições que têm legitimidade para propor ação civil pública na Lei Federal nº 7.347, de 1985.

## História
Em São Paulo, a Defensoria Pública do Estado só foi criada em 2006, por meio da Lei Complementar Estadual nº 988, quase 18 anos após ter sido prevista pela atual Constituição, em 1988. O órgão foi instituído após uma ampla mobilização social, que a partir de 2002 envolveu cerca de 440 entidades de diversos setores da sociedade civil no “Movimento pela Criação da Defensoria”.
A iniciativa visava sensibilizar os parlamentares estaduais, organizando petições e manifestações públicas e buscando apoio junto à comunidade jurídica e do sistema político, acerca da importância de se cumprir a Constituição Federal e instituir a Defensoria Pública do Estado de São Paulo.
A Assembleia Legislativa paulista aprovou em 14 de dezembro de 2005 o Projeto de Lei Complementar nº 18, depois sancionado pelo governador Geraldo Alckmin, criando a instituição no Estado, um marco da democratização do acesso à Justiça e da defesa pública dos cidadãos e cidadãs carentes e vulneráveis, que passou a ser feita por uma instituição autônoma e independente.
O órgão contou inicialmente com 87 procuradoras e procuradores do Estado, que optaram por migrar para a nova carreira na Defensoria Pública. Cristina Guelfi Gonçalves foi nomeada em 15 de maio de 2006 a primeira defensora pública-geral, ocupando o cargo por dois mandatos.
Hoje, após a realização de nove concursos públicos de ingresso na carreira, a instituição conta com 827 defensoras e defensores públicos.
Antes da criação do órgão, o serviço de assistência jurídica gratuita à população carente era realizado pela Procuradoria de Assistência Judiciária (PAJ), órgão da Procuradoria Geral do Estado (PGE) vinculado ao governo estadual, que passou a ser assim chamado por meio do Decreto-Lei Estadual nº 17.330, de 1947.
As origens da assistência jurídica remetem à Lei Imperial nº 261, de 1841, que previa o pagamento de metade das custas judiciais pela Câmara Municipal, no caso de processo contra réus pobres. A lei foi regulada em 1842 pelo Regulamento nº 120, que conferia a mesma isenção aos réus criminais pobres, condenados judicialmente.
Em 1919, foi criada a Assistência Jurídica Acadêmica, posteriormente chamada Departamento Jurídico XI de Agosto, ligado ao Centro Acadêmico da Faculdade de Direito da Universidade de São Paulo (USP).
No ano seguinte, a Lei Estadual nº 1.763 organizou a assistência judiciária no Estado. O Artigo 1º da lei dizia que “as pessoas desprovidas de meios pecuniários para a defesa judicial de seus direitos são admitidas a impetrar o beneficio da Assistência Judicial”. Tal assistência consistia em isenção de pagamento de custas, selos estaduais, taxas e emolumentos, assim como a designação de um patrono (advogado) ex officio.
Em 1931, foi criado o Departamento de Trabalho Agrícola, que tinha como uma de suas funções assistir judicialmente trabalhadoras e trabalhadores agrícolas.
O Departamento de Assistência Social do Estado foi criado em 1935, contendo uma divisão chamada Consultório Jurídico de Serviço Social, que prestava assistência jurídica aos que precisassem de proteção social, como menores de idade, pobres etc. Seus serviços incluíam isenção de pagamento de custas, taxas e emolumentos de atos processuais e assistência judiciária.
Em 1947, por meio do Decreto-Lei Estadual nº 17.274, o Departamento de Serviço Social passa a se chamar Serviço Social do Estado. No mesmo ano, o Decreto-Lei Estadual nº 17.330 estabeleceu o Departamento Jurídico do Estado, que congregou os órgãos jurídicos que tratavam da advocacia pública em São Paulo, e a Procuradoria do Serviço Social – como foi depois chamado o Consultório Jurídico de Serviço Social – foi novamente rebatizada, tornando-se a Procuradoria de Assistência Judiciária (PAJ).
A PAJ passou em 1948 a ter dotação orçamentária do Departamento Jurídico do Estado, ligado à Secretaria da Justiça e Negócios do Interior. Os serviços incluíam assistência judicial e extrajudicial a pessoas pobres, sem encargos de custas, selos e honorários profissionais, e orientação jurídica sobre direitos e deveres.
Em 1984, a Lei Estadual nº 4.476 criou o Fundo de Assistência Judiciária da PGE. O Decreto Estadual nº 23.703/85 regulamentou a lei, prevendo fontes de receita e permitindo a celebração de convênios para prestação da assistência judiciária.
Para garantir o serviço à população, e considerando o crescimento da demanda, foi firmado convênio entre a Secretaria de Estado da Justiça, a PGE e a Seção de São Paulo da Ordem dos Advogados do Brasil (OAB/SP). 
Por meio do convênio, advogados inscritos em todo o Estado passaram a ser nomeados para prestar o serviço à população carente em locais onde não houvesse procuradores ou houvesse em quantidade insuficiente. Foi criada uma tabela de honorários advocatícios e as despesas passaram a ser custeadas pelo FAJ.
O convênio de assistência judiciária existe até hoje e é mantido entre a OAB/SP e a Defensoria Pública paulista. Os profissionais inscritos no convênio mantêm o serviço de assistência judiciária nos locais do Estado em que ainda não há Defensoria Pública ou onde não há defensores públicos em quantidade suficiente.

## Atendimento
As regras sobre atendimento e sua denegação, assim como recursos contra sua recusa, estão previstas na Resolução nº 89/2008 do Conselho Superior da Defensoria Pública do Estado de São Paulo. Para ser atendida, a pessoa deve atender aos seguintes critérios:
- Ter renda familiar mensal não superior a três salários mínimos federais;
- Não ser proprietária, titular de aquisição, herdeira, legatária ou usufrutuária de bens móveis, imóveis ou direitos, cujos valores ultrapassem a quantia equivalente a 5.000 Unidades Fiscais do Estado de São Paulo – UFESPs;
- Não possuir recursos financeiros em aplicações ou investimentos em valor superior a 12 salários mínimos federais.
- O limite da renda familiar pode chegar a quatro salários mínimos mensais se houver fatores que evidenciem exclusão social da pessoa, como:
  - Entidade familiar composta por mais de cinco membros;
  - Gastos mensais comprovados com tratamento médico por doença grave ou aquisição de medicamentos de uso contínuo;
  - Entidade familiar composta por pessoa com deficiência ou transtorno global do desenvolvimento;
  - Entidade familiar composta por idoso ou egresso do sistema prisional, desde que constituída por quatro ou mais membros.

O atendimento é realizado pessoalmente nas unidades da Defensoria Pública espalhadas pelo Estado. Nas cidades de São Paulo, Guarulhos e Campinas (Unidades Campinas e Vila Mimosa), o primeiro atendimento deve ser previamente agendado pelo telefone 0800 773 4340. As ligações são gratuitas e podem ser feitas diariamente entre 7h e 19h, de segunda a sexta-feira.
Informações sobre locais e horários de atendimento das unidades nas demais cidades estão disponíveis no site da Defensoria Pública.
Em 2013, a instituição realizou um total de 1.369.021 atendimentos. Em cidades onde não há unidade da Defensoria, o atendimento jurídico gratuito à população carente é prestado por advogadas e advogados de entidades conveniadas à instituição, como por exemplo a Ordem dos Advogados do Brasil (OAB), faculdades de direito, Centro Gaspar Garcia de Direitos Humanos e Instituto de Defesa do Direito de Defesa.

## Áreas de atuação
A Defensoria Pública do Estado de São Paulo presta atendimento nas seguintes áreas:
- Cível: compreende ações em direito civil, de família e sucessões, do consumidor, urbanístico, ambiental, à saúde e garantias constitucionais, entre outras;
- Tutela coletiva: o órgão tem prerrogativa legal de propor ações civis públicas para defesa coletiva de cidadãs e cidadãos carentes. Esse instrumento pode ser utilizado em diversas áreas do direito, como habitação, urbanismo, saúde, meio ambiente e defesa do consumidor. A lei prevê também que a Defensoria Pública promova termos de ajustamento de conduta (acordos extrajudiciais com força legal) para garantir que as demandas dessa natureza sejam resolvidas rapidamente e sem necessidade de um processo judicial;
- Criminal: defesa de pessoas acusadas da prática de crimes. Inclui não apenas a defesa em primeira instância, mas também todos os recursos cabíveis, com atuação marcante perante o Superior Tribunal de Justiça (STJ) e o Supremo Tribunal Federal (STF). Também é possível a atuação em defesa da vítima, especialmente nas hipóteses de Juizados Especiais ou de aplicação da Lei Maria da Penha (proteção contra mulheres vítimas de violência doméstica);
- Infância e Juventude: atuação perante as Varas de Infância e Juventude, que abrange a área infracional (defesa de adolescentes acusados de atos infracionais e que cumprem medidas socioeducativas, como internação, liberdade assistida e serviços comunitários) e a área não infracional (pedidos de adoção ou de guarda, defesa em processos de destituição do poder familiar etc.);
- Execução Criminal: defesa de pessoas que estejam cumprindo pena de reclusão, detenção ou penas alternativas após condenação judicial pelo cometimento de crime. Inclui a formulação de diversos pedidos, como de progressão de regime, liberdade condicional, indulto, defesa em faltas disciplinares, além de outros relativos aos tratamentos dispensados dentro do sistema penitenciário.

A Defensoria Pública estadual atua em casos de acidentes de trabalho, mas não em ações trabalhistas e benefícios previdenciários, como aposentadoria. Por serem respectivamente de competência da Justiça do Trabalho e da Justiça Federal, esses casos são atendidos pela Defensoria Pública da União (DPU). 
Na capital, o endereço de atendimento da DPU é Rua Teixeira da Silva n° 217, Vila Mariana, telefone (11) 3627-3400. Também é possível procurar assistência jurídica no sindicato da categoria profissional.

## Membros da Defensoria Pública
Defensores públicos são profissionais formados em direito e aprovados em concurso público para ingresso na carreira, composto de três provas escritas e uma prova oral.
As seguintes disciplinas compõem as avaliações: Direito Constitucional, Direito Administrativo e Direito Tributário, Direito Penal, Direito Processual Penal, Direito Civil e Direito Comercial, Direito Processual Civil, Direitos Difusos e Coletivos, Direito da Criança e do Adolescente, Direitos Humanos, Princípios e Atribuições Institucionais da Defensoria Pública do Estado, Filosofia do Direito e Sociologia Jurídica.
Os membros da Defensoria Pública possuem prerrogativas legais, como independência funcional, acesso irrestrito a estabelecimentos prisionais e de internação de adolescentes, poder de requisitar documentos a órgãos públicos, examinar autos sem procuração e solicitar auxílio de demais autoridades para o desempenho de suas funções, entre outros.
Além disso, os defensores atuam de maneira institucional, mediante planejamento administrativo e intercâmbio de informações e teses jurídicas institucionais, discutidas e aprovadas anualmente durante o Encontro Estadual de Defensores Públicos.
Atualmente a instituição conta com 827 defensores públicos, que trabalham em unidades espalhadas por 44 municípios paulistas. Os defensores também atuam em processos de outras 26 comarcas próximas, nas áreas de execução penal e de medidas socioeducativas.
A instituição tem como meta atingir o número de 900 membros, conforme a Lei Complementar Estadual nº 1.189, de 13 de dezembro de 2012, que naquele ano criou 400 cargos na carreira, a serem providos de forma gradual.

## Órgãos

### Conselho Superior
O Conselho Superior é o órgão deliberativo máximo da Defensoria Pública do Estado de São Paulo. Entre suas atribuições estão: estabelecer normas internas à instituição; fixar parâmetros mínimos de qualidade para a atuação dos defensores públicos; aprovar o plano anual de atuação da Defensoria; formular regras para a eleição do(a) defensor(a) público(a)-geral; decidir, pelos votos de 2/3 de seus membros, pelo afastamento do defensor público-geral e do corregedor-geral; indicar o diretor da Escola da Defensoria Pública, entre outras atribuições.
O órgão é formado por 13 membros, sendo 5 natos e 8 eleitos (para mandato de 2 anos, permitida uma reeleição).
Os membros natos são: o defensor público-geral (que o preside), o segundo subdefensor público-geral, o terceiro subdefensor público-geral, o defensor público corregedor-geral e o ouvidor-geral da Defensoria Pública (este último sem direito a voto).
Os membros eleitos são votados diretamente pelos membros da carreira, pela seguinte forma de representatividade: 1 representante dos Núcleos Especializados; 1 representante das Defensorias Regionais; 1 representante da Defensoria situada na Capital e 1 representante para cada nível da carreira (nível I a nível V).
Ainda por lei, a entidade de classe possui direito a 1 representante com assento e voz durante as sessões do Conselho.
O Conselho se reúne semanalmente, às sextas-feiras, sendo permitida a participação de qualquer pessoa que deseje expor ao conselho assuntos que julgue relevantes para a instituição.

### Defensoria Pública-Geral
A Defensoria Pública do Estado é chefiada pela defensora pública-geral ou pelo defensor público-geral, após nomeação pelo governador do Estado a partir da escolha dentre os membros da carreira indicados em uma lista tríplice após eleição mediante voto direto e secreto dos defensores públicos. O mandato é de dois anos, permitida uma recondução.
A atual titular da Defensoria Pública-Geral é a defensora pública Luciana Jordão da Motta Armiliato de Carvalho, escolhida para chefiar a instituição no biênio 2024/2026.

### Núcleos especializados
A Defensoria Pública paulista conta com nove Núcleos Especializados, de natureza permanente, cujo objetivo é promover uma atuação estratégica da instituição em áreas de grande relevância.
Esses órgãos coordenam debates e materiais produzidos por defensores públicos em suas respectivas áreas, fornecendo a eles qualquer suporte técnico necessário. Também propõem ações judiciais e são responsáveis por coordenar o acionamento de cortes internacionais quando necessário.
Cada Núcleo é coordenado por uma defensora ou defensor público com dedicação exclusiva ao cargo, e conta com uma equipe de defensores integrantes. Os Núcleos atuam nas seguintes áreas: Cidadania e Direitos Humanos; Infância e Juventude; Habitação e Urbanismo; Segunda Instância e Tribunais Superiores; Situação Carcerária; Promoção e Defesa dos Direitos da Mulher; Defesa da Diversidade e da Igualdade Racial; Direitos do Idoso e da Pessoa com Deficiência; e Defesa do Consumidor.

### Escola da Defensoria Pública
A Escola da Defensoria Pública (Edepe) é um órgão auxiliar encarregado de promover a atualização profissional dos defensores, servidores e estagiários; editar boletins e revistas; disponibilizar instrumentos de pesquisa; incentivar a participação de defensores nos conselhos estaduais e municipais que tenham atuação com matéria correlata; acompanhar e avaliar a qualidade das atividades de defensores públicos em estágio probatório; promover e colaborar com sistemas de educação em direitos.

### Ouvidoria-Geral
A Ouvidoria-Geral é um órgão de controle externo e participação social da Defensoria Pública de São Paulo, composto por representantes da sociedade civil e por meio do qual a população pode se manifestar encaminhando reclamações, denúncias e sugestões, visando contribuir para o aprimoramento dos serviços prestados pela instituição.
O ouvidor-geral ou a ouvidora-geral, que tem mandato de dois anos, é escolhido pelo Conselho Superior da Defensoria Pública, com base em uma lista elaborada por três colégios eleitorais: Conselho Consultivo da Ouvidoria, Conselhos Estaduais de Direitos e Entidades. A atual ouvidora-geral, Camila Marques, foi nomeada para o biênio 2022/2024 e reconduzida para o biênio 2024/2026.
O Conselho Consultivo da Ouvidoria-Geral é composto por 11 integrantes efetivos e 11 suplentes, representantes de entidades e organizações sociais atuantes com foco nos princípios e atribuições da Defensoria Pública paulista. O órgão também conta com a participação de membros de notório saber dos meios acadêmico e jurídico.

## Cartilhas
A Defensoria Pública de São Paulo disponibiliza cartilhas com orientações sobre direitos em várias áreas, como direitos dos idosos, direitos de crianças e adolescentes, direitos de pessoas com deficiência, direitos de pessoas presas, educação financeira, direitos do consumidor, direitos da mulher etc.